# روز جهانی قهوه

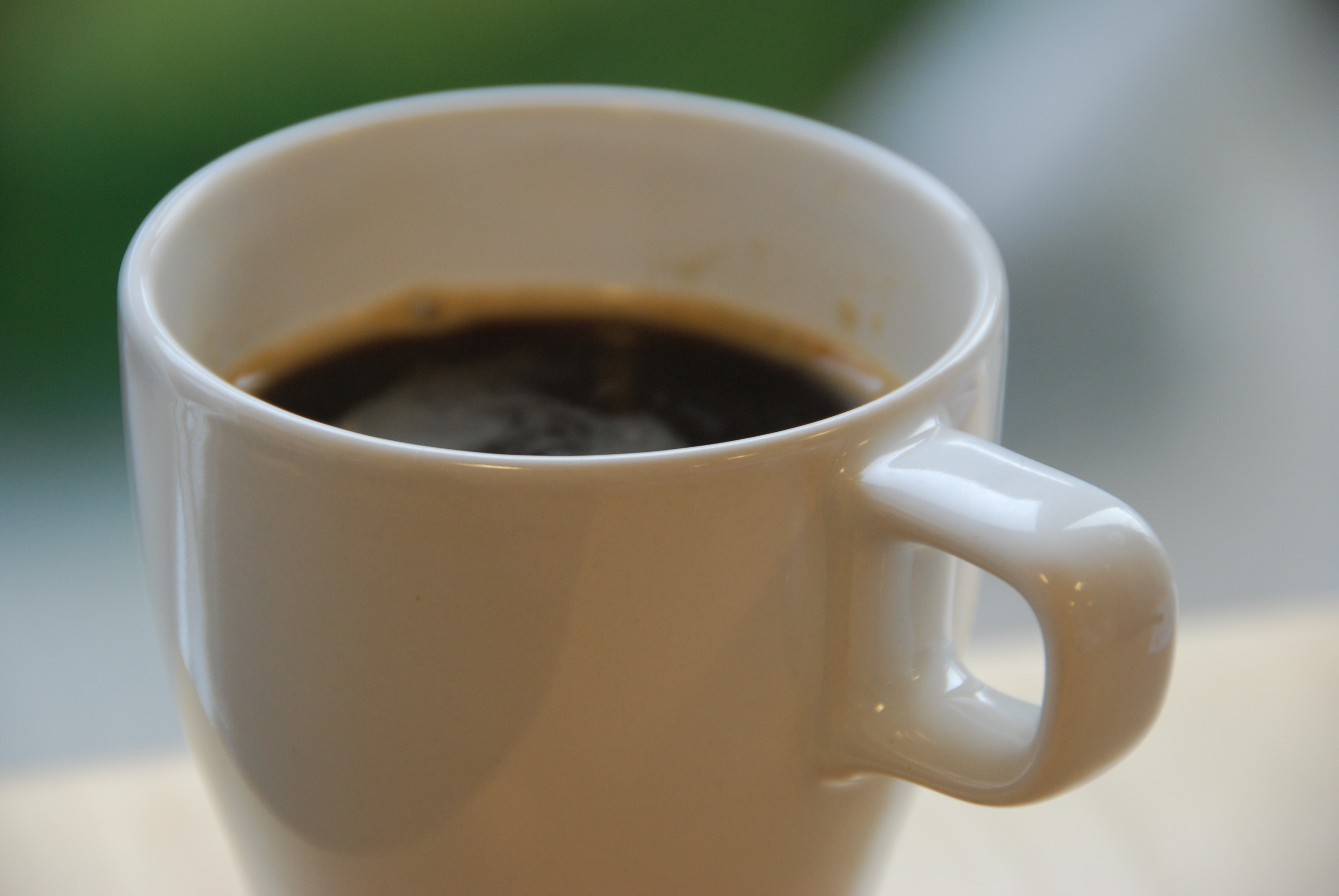

روز جهانی قهوه (انگلیسی: International Coffee Day) مناسبتی است برای ترویج و برگزاری جشن قهوه که اولین تاریخ رسمی آن مصادف با یکم اکتبر سال ۲۰۱۵ بود که توسط سازمان جهانی قهوه مورد توافق قرار گرفت و نخستین جشنواره این مناسبت هم در میلان ایتالیا برگزار شد
تحت نظارت و با موافقت سازمان جهانی قهوه از این روز ویژه همچنین برای ترویج و اشاعهٔ تجارت منصفانهٔ قهوه و افزایش آگاهی عمومی در رابطه با مشکلات و معضلات پرورش‌دهندگان قهوه استفاده می‌شود.
برخی مشاغل کوپن‌ها و توزیعات ویژه‌ای را برای دنبالگرهایشان در این روز تدارک دیده و از طریق خدمات شبکه‌های اجتماعی به اشتراک می‌گذارند. برخی شرکت‌های کارت تبریک نیز اقدام به توزیع کارت‌های روز ملی قهوه می‌نمایند. در این روز همچنین بسیاری از فروشگاه‌های مرتبط، قهوه‌های رایگان یا همراه با تخفیف ویژه ارائه می‌نمایند.
با همهٔ این احوال، روز جهانی قهوه امروزه و در بسیاری از کشورهای جهان تابع تاریخ خاصی نیست و اغلب کشورها تاریخ‌های متفاوتی را جشن می‌گیرند. رویدادهای مختلفی تحت عنوان روز قهوه یا روز ملی قهوه برگزار شده‌اند که بسیاری از این رویدادها مصادف با ۲۹ سپتامبر یا حوالی آن برگزار شده‌اند.
چین اولین مرتبه در سال ۱۹۹۷ چنین روزی را جشن گرفت و اوایل آوریل سال ۲۰۰۱ به یک جشن سالانه تبدیل شد. اندونزی نخستین مرتبه در ۱۷ اوت ۲۰۰۶ روز ملی قهوه را جشن گرفت که دقیقاً مصادف با روز استقلال این کشور نیز بود. این روز در کشورهای دیگر کاملاً متفاوت است و بر فرض مثال در برزیل مصادف با ۲۴ مه، در پرو مصادف با ۲۲ اوت، در سوئیس ۲۸ سپتامبر و در کشورهایی مثل ایالات متحده، آفریقای جنوبی، کانادا، استرالیا، بلژیک، تایوان، پاکستان، نروژ، ایسلند، رومانی و فیلیپین، مصادف با ۲۹ سپتامبر است.

## نگارخانه

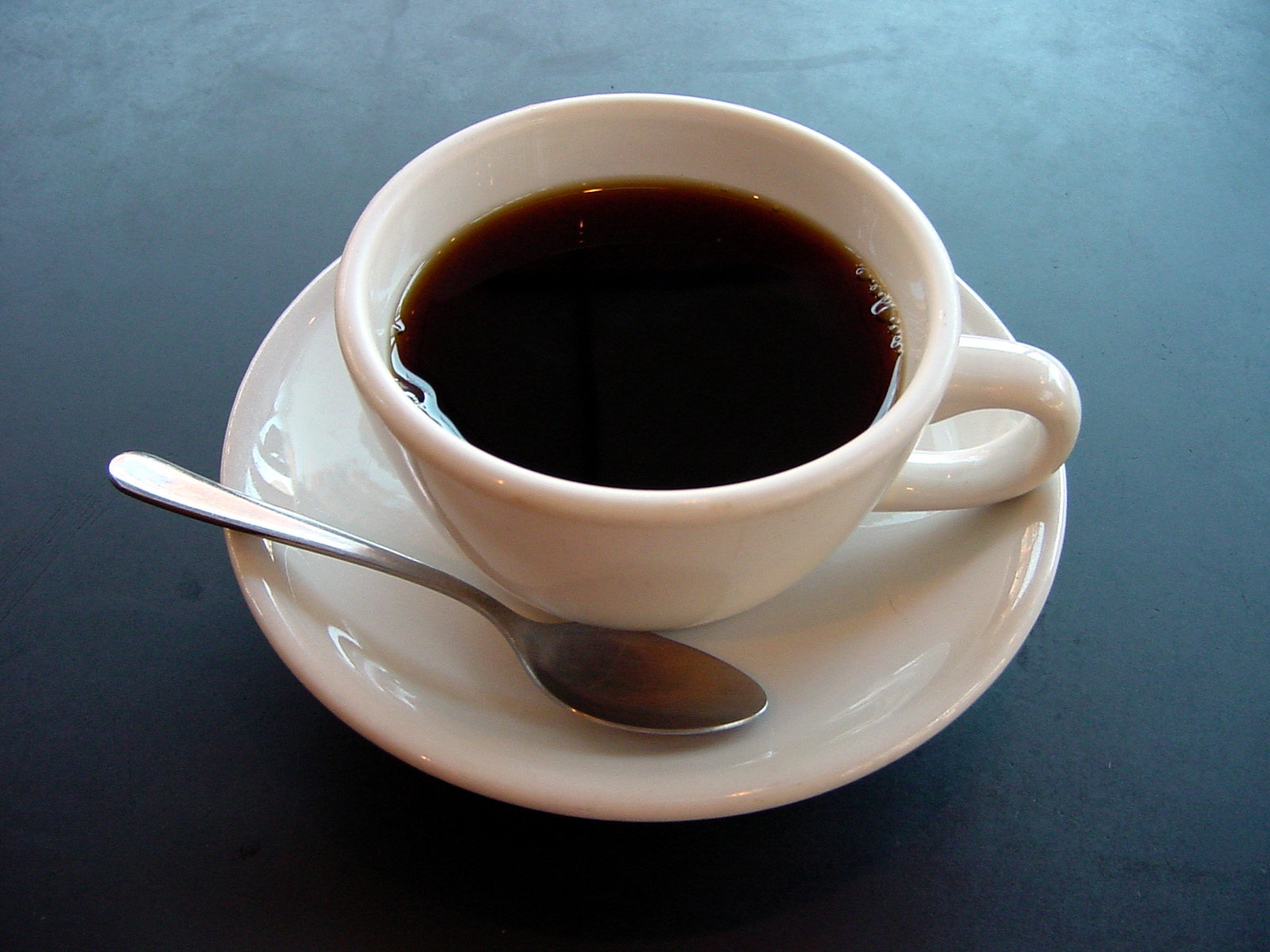
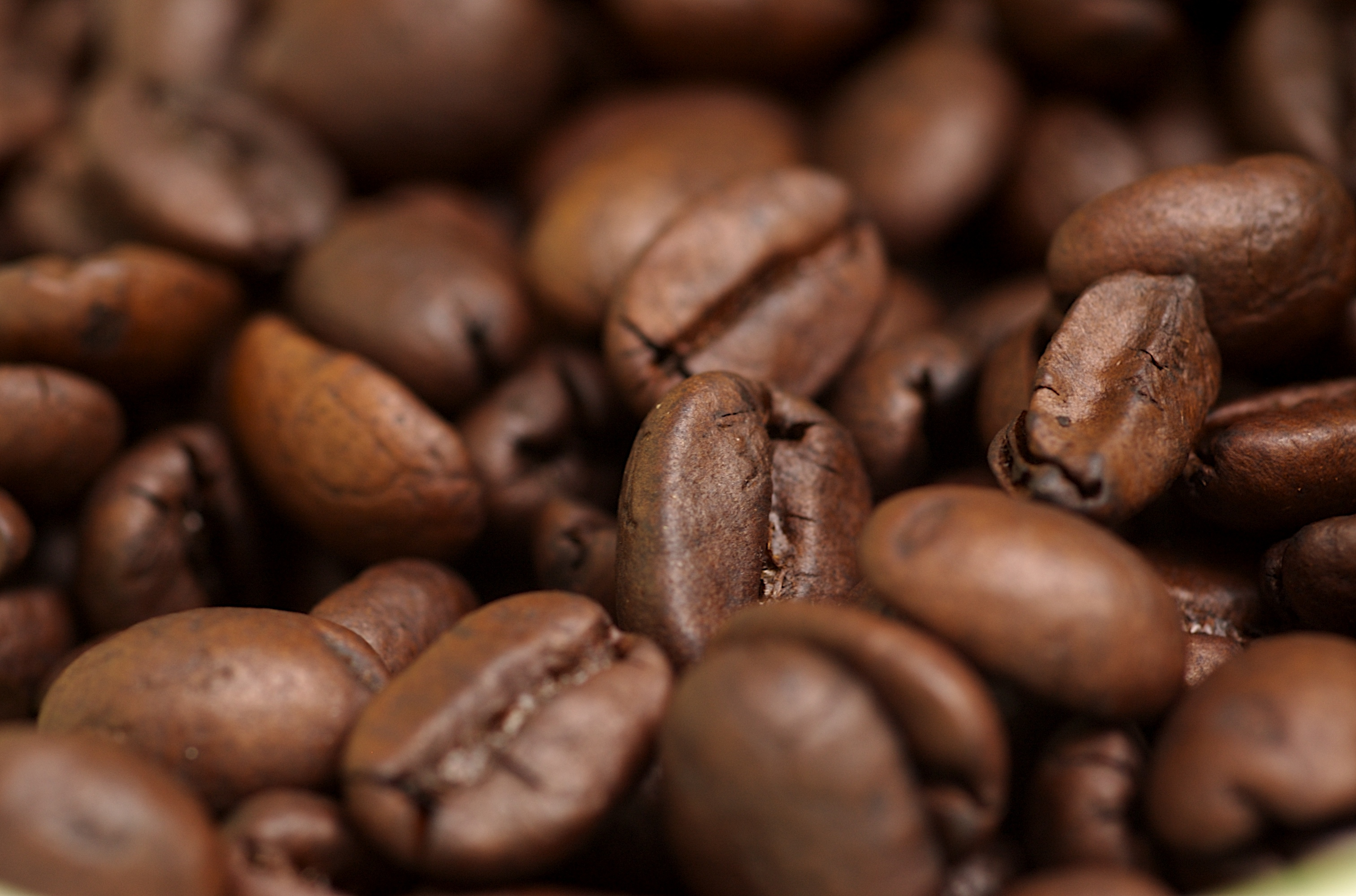
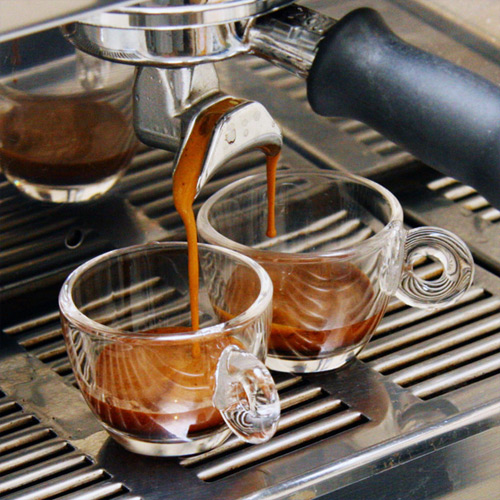